# Royal Wolverhampton School

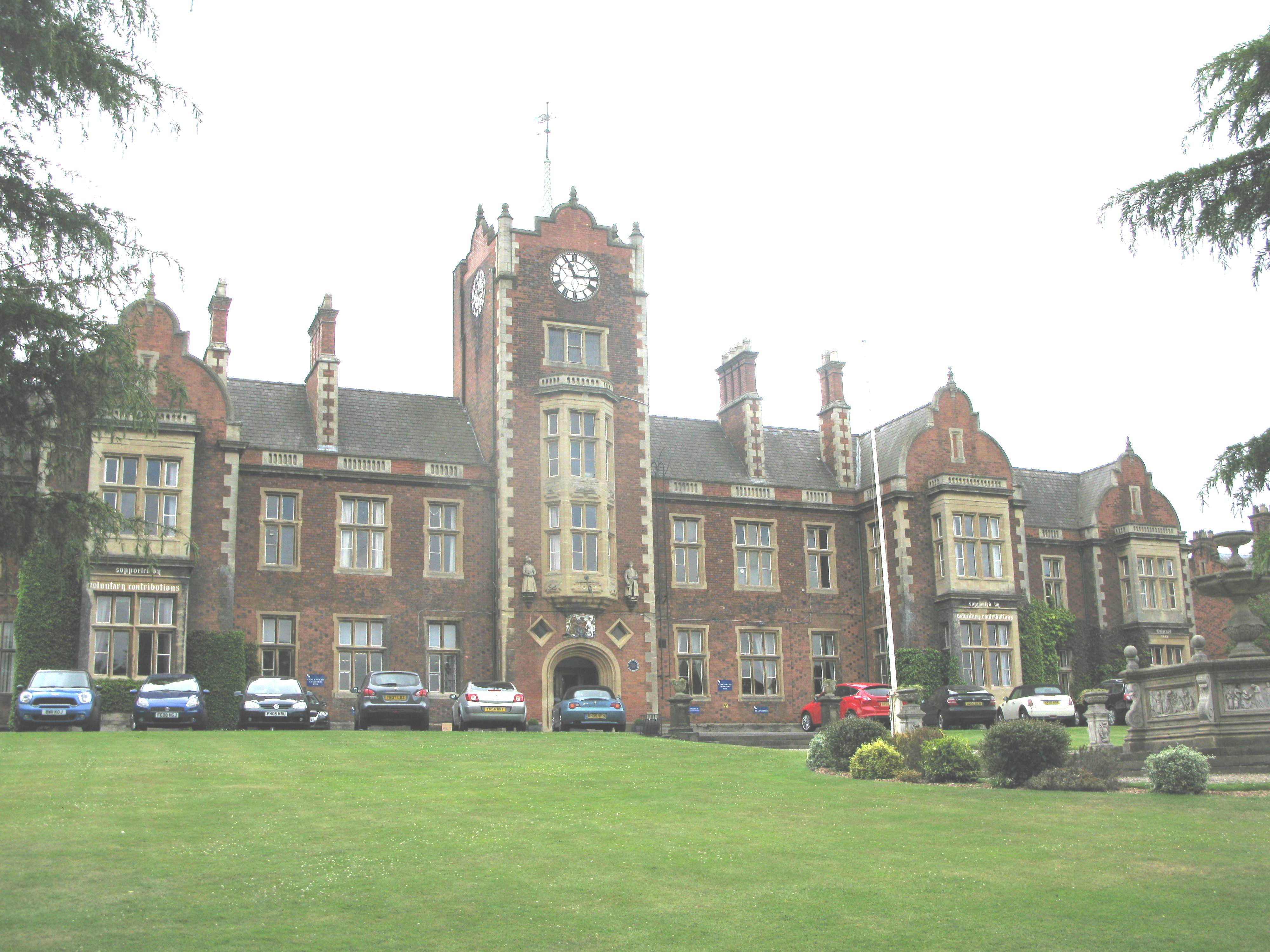
Royal Wolverhampton School

Le Royal Wolverhampton School est une école à Wolverhampton, Angleterre.

## Histoire
L'école était à l'origine orphelinat. L'école a été créée en 1850 par John Lees, un maçon local, après une épidémie de choléra fait de nombreux orphelins.  L'école a été entièrement financé par des dons.
L'école était géré comme un orphelinat jusque dans les années 1970, lorsque le État-providence a commencé à le rendre obsolète. Il a alors commencé à admettre des étudiants qui ont payé les frais. Ils représentent désormais environ 90 % des élèves de l'école.

## Patron
Le patron de l'école est Edward de Wessex.  Le patron de l'école précédente était Elizabeth Bowes-Lyon.

## Quelques anciens élèves
Eric Idle Liam Payne